# Carcellia dumetorum
Carcellia dumetorum là một loài ruồi trong họ Tachinidae.